# Charles Toubé
Charles Toubé (Yaoundé, 22 gennaio 1958 – 4 agosto 2016) è stato un calciatore camerunese, di ruolo centrocampista.

## Carriera
Con la Nazionale camerunese ha preso parte ai Mondiale del 1982 in Spagna ed ha vinto la Coppa d'Africa nel 1984.

## Palmarès

### Club

#### Competizioni nazionali
- Campionato camerunese: 3

Tonnerre Yaoundé: 1981, 1983, 1984